# Мартин, Билли
Альфред Мануэль «Билли» Марти младший (англ. Alfred Manuel "Billy" Martin, Jr.; 16 мая 1928 — 25 декабря 1989) — американский профессиональный бейсболист, игравший в Главной лиге бейсбола на позиции игрока второй базы, и менеджер. За свою карьеру Мартин выступал за пять разных команд. Как главный менеджер он помог «Нью-Йорк Янкис» завоевать титул чемпиона Американской лиги в 1976 и 1977 годах, и одержал победу в Мировой серии 1977 года. Он также работал менеджером ещё нескольких команд АЛ и четверым из них помог завоевать титул чемпиона дивизиона.
Мартин был известен как менеджер, способный сделать из плохих команд команды-победители, а также за свои споры с арбитрами. Однако его часто критиковал и за то, что он не ладил с игроками ветеранами и владельцами клубов, интенсивно использовал молодых питчеров и имел проблемы с алкоголем. В период с 1969 по 1988 год на посту менеджера Мартин одержал 1253 победы, а его процент выигранных матчей составил 55,3 %.